# Luperus cyanipennis
Luperus cyanipennis es una especie de insecto coleóptero de la familia Chrysomelidae.
Fue descrita científicamente en 1848 por Kuster.